# Nina Reber
Nina Reber (* 27. März 1992 in Miami) ist eine Schweizer Sängerin. Sie ist die Tochter von Peter Reber.

## Leben
Nina Reber kam während der rund sechsjährigen Weltreise ihrer Eltern zur Welt. Von dieser kehrten sie 1995 in die Schweiz zurück.
Im Alter von sechs Jahren begann Nina Reber Cello zu spielen. Geprägt von ihrem Vater gehörte das Singen von Mundartliedern seit ihrer frühen Kindheit zu ihren Vorlieben. Zusammen nahmen sie 2004 das Album Winterland auf und erreichten damit Platinstatus. 2006 folgte das Album „Himel & Ärde“, das nebst Mundartliedern auch Songs auf Hochdeutsch, Englisch und Französisch beinhaltet und in dem Nina Reber vermehrt auch die Leadstimme übernahm. Das Album erreichte wiederum Platinstatus. 
2009 veröffentlichte Nina Reber mit Myni schönschte Chinderlieder ihr erstes Soloalbum. Dieses enthält 40 auf Mundart gesungene Kinderlieder. Neben den Studioaufnahmen trat Nina Reber mit ihrem Vater auch auf der Bühne und im Fernsehen auf. Nach ihrem Maturaabschluss 2011 hat sie ihn auch auf seiner letzten Schweizer Tournee begleitet. 
Nina Reber ist Lehrerin. Von 2012 bis 2015 studierte sie an der pädagogischen Hochschule in Bern. Danach bildete sie sich als Heilpädagogin weiter.